# 佐藤元彦 (経済学者)
佐藤 元彦（さとう もとひこ、1958年11月 -  ）は、日本の経済学者。専門は開発経済学、発展途上国経済論。愛知大学第16代学長。

## 人物
1991年に愛知大学に専任講師として着任。助教授、教授を経て2003年より経済学部長となる。
翌年、愛知大学に三遠南信地域連携センター（現：三遠南信地域連携研究センター）が設立され、初代センター長を兼任。
学部長退任後には愛知大学国際問題研究所（国研）の所長となったものの、2007年11月15日に学長に就任した堀彰三により経営担当の副学長に指名されたことで、半年で離任。
副学長には11月27日に就任した。国研所長は川井伸一が引き継いだ。
副学長となった直後の2008年2月3日、長野県栂池高原スキー場においてスキー実習に参加していた学生が雪崩に巻き込まれ、学生2名が死亡する事故が発生する（栂池高原スキー場雪崩事故）。正課活動中の事故であっただけでなく、引率していた非常勤講師が禁止区域に学生を誘導していたことも判明し、大学の責任を問う声が高まることとなった。そんな中、事故対応によって健康状態が悪化したとして、5月31日に堀学長が辞任（堀は辞任後の7月13日に死去）。佐藤が学長代行となる。同年8月1日の学長選で当選し、第16代愛知大学学長に就任した。2011年再選。
学長在任中には、豊橋校舎での新学部（地域政策学部）設置や、みよし市にあった名古屋校舎の中村区・旧笹島貨物駅跡地への移転を実現したほか、地域連携を推し進め、周辺自治体との協定を相次いで締結した。一方で、副学長の在任中にデリバティブ取引において118億円の損失が発生。これにより名古屋校舎の移転計画が一部延期となったほか、名古屋校舎における新学部の設置も凍結する事態となった。これを受けて学長就任中の2012年11月21日に一部の大学教職員から名古屋地検特捜部に告発されたものの、翌2013年12月9日に不起訴処分となっている。
2015年任期満了に伴い、学長を退任（愛知大学は3選禁止）。後任には、佐藤の下で副学長となっていた川井が就任した。
日本私立大学連盟理事、大学基準協会評議員、名古屋大学出版会評議員などを歴任。

## 略歴
- 1958年11月 - 青森県弘前市に生まれる。
- 1982年3月 - 慶應義塾大学経済学部卒業
- 1984年3月 - 広島大学大学院地域研究研究科修士課程修了（国際学修士）
- 1989年3月 - 広島大学大学院社会科学研究科博士課程単位取得満期退学
- 1989年4月 - 日本学術振興会特別研究員
- 1991年4月 - 愛知大学経済学部専任講師
- 1994年4月 -愛知大学経済学部助教授
- 2002年4月 - 愛知大学経済学部教授
- 2003年4月 - 愛知大学理事・経済学部長（- 2007年3月）
- 2004年10月 - 愛知大学三遠南信地域連携センター長（- 2009年3月）
- 2007年4月 - 愛知大学国際問題研究所長（- 2007年11月）
- 2007年11月 - 愛知大学常務理事・副学長（- 2008年8月）
- 2008年6月 - 愛知大学理事長代行・学長代行（- 2008年8月）
- 2008年8月 - 愛知大学理事長・学長（- 2015年11月）

## 所属学会
- アジア政経学会
- 国際平和研究学会
- 社会経済学進歩学会

## 著書

### 単著
- 『脱貧困のための国際開発論』（築地書館、2002年）

### 編著
- 平川均『第四世代工業化の政治経済学』（新評論、1998年）
- 樋口義治、阿部聖、川崎有恒、羽田野進『中部企業のアジア展開』（愛知大学中部地方産業研究所、2005年）
- 『貧困緩和・解消の国際政治経済学』（築地書館、2005年）

### 共著
- オセアニア研究所『財政支援型国際協力 信託基金の政策的展開』（学陽書房、1993年）
- 清水昭俊、吉岡政徳『オセアニア3 近代に生きる』（東京大学出版会、1993年）
- 高梨和紘『開発経済学 貧困削減から持続的発展へ』（慶應義塾大学出版会、2005年）
- 西川潤、八木尚志、清水和巳『社会科学を再構築する』（明石書店、2007年）
- 保住敏彦『東アジア社会・経済制度の現状と課題』（御茶の水書房、2007年）
- 高橋五郎『海外進出する中国経済』（日本評論社、2008年）
- 武者小路公秀『人間の安全保障 国家中心主義を越えて』（ミネルヴァ書房、2009年）